# Maturidisme
El maturidisme o l'escola maturidita (àrab: الماتريدية, al-māturidiyya) és una de les principals escoles teològiques o d'aqida islàmica. Derivada de l'aixarisme, es basa en els ensenyaments de l'erudit persa Abu-Mansur al-Maturidí (mort en 944). La visió que proposa predomina entre els seguidors de l'escola de jurisprudència hanafita, és a dir, a Turquia, l'Afganistan, l'Àsia central, el Pakistan, Bangladesh i l'Índia. Els sunnites la consideren una de les tres escoles teològiques tradicionals, junt amb l'atharisme i l'aixarisme, sent reconeguda com la segona escola ortodoxa dels sunnites després de l'aixarita.
Els maturidites difereixen de la visió aixarita pel que fa a la naturalesa de la fe (iman) i al valor de la raó humana: mentre que els darrers creuen que la fe pot augmentar o disminuir, pels maturidites aquesta roman estàtica i només la pietat (taqwa) pot variar. També creuen que la ment humana és capaç de discernir, sense l'ajuda de la revelació divina, que alguns dels pecats considerats més greus són actes dolents, com beure alcohol o assassinar; en canvi, pels aixarites la ment humana és incapaç de saber si alguna cosa és bona o dolenta, lícita o il·lícita, sense l'ajuda de la revelació.
Un altre punt de divergència és la polèmica sobre la clemència divina envers els no-musulmans en el més enllà: el punt de vista del teòleg aixarita al-Ghazalí diu que un no-musulmà que no ha rebut missatge de l'islam o que l'ha percebut d'una manera distorsionada no en serà considerat responsable en el més enllà; els maturidites pensen que l'existència de Déu és tan evident, que qui té intel·ligència i temps per pensar (excloent els discapacitats mentals, etc.) ha de copsar per força el missatge religiós i creure en Déu, i que si no és el cas, després de la mort anirà a parar a l'infern.